# Temptation (하리수의 음반)
Temptation(템테이션)은 대한민국의 엔터테이너 하리수의 데뷔 스튜디오 음반이다. 2001년 9월 22일 발매되었다. 노래들은 테크노 스타일의 K-pop과 느린 발라드가 혼합된 형태이며 뮤직 비디오가 타이틀곡 Temptation을 위해 촬영되었다.

## 곡 목록
1. "Prologue" – 2:04
2. "악몽 (Nightmare)" – 3:26
3. "D-Day" – 3:48
4. "Temptation" – 3:43
5. "Knife" – 3.54
6. "Love Hurt" – 3:43
7. "비밀 (Secret)" – 3:43
8. "Shadow" – 3:47
9. "이별속에서 (Separation)" – 4:01
10. "Fantasy" – 3:29
11. "Memory" – 4:03
12. "Don't Stop" – 3:46